# Dębi Wierch
Dębi Wierch (664 m n.p.m.) – zalesiony szczyt górski w Beskidzie Niskim, w południowo-zachodnim pasmie Beskidu Dukielskiego. Na zboczach Dębiego Wierchu początek bierze rzeka Wisłoka, prawobrzeżny dopływ Wisły, natomiast na jego północnym zboczu znajduje się małe jezioro osuwiskowe. Szczyt jest rzadko odwiedzany przez turystów ponieważ leży poza wszelkimi oznakowanymi szlakami turystycznymi, najbliżej znajduje się niebieski szlak turystyczny łączący wsie Grab i Konieczną.